# Teodora Komnena Kantakouzene
Za njezinu rođakinju, pogledajte Teodora Kantakouzene (gospa).
Teodora Komnena Kantakouzene (grčki Θεοδώρα Κομνηνή Καντακουζηνή) (o. 1340. – nakon 1390.) bila je trapezuntska carica, nasljednica carice Acropolitisse.
Smatra se da je njezin otac bio neki sevastokrator Nikefor Kantakuzin; ime je Teodorine majke u potpunosti nepoznato. Nikefora je zatočio Aleksije Apokaukos, savjetnik carice Ane Savojske.
Kad je bivši car Trapezunta Mihael Komnen poslan u Konstantinopol, pratio ga je tatas Mihael Sampson, čiji je zadatak bio naći suprugu novom caru Aleksiju III. Trapezuntskom. Teodora je bila odabrana te se 28. rujna 1351. udala za Aleksija (Αλέξιος); bili su mladi tinejdžeri. Vjenčani su u crkvi sv. Eugena (danas džamija Yeni Cuma).
Djeca Teodore i njezina muža:
- Ana Velika Komnena
- Bazilije
- Manuel III. Trapezuntski
- Eudokija Velika Komnena
- kći, žena Sulejman-bega, emira Chalybije
- kći, žena Mutahhartena, emira Erzincana
- kći, žena poglavice Qare Osmana[4]

Postojao je Teodorin portret u crkvi Presvete Zlatoglave.
Aleksije je umro 20. ožujka 1390.; Teodora ga je nadživjela te je otišla u manastir u Konstantinopol. Čini se da je uzela ime Teodozija te ju spominje patrijarh Matej I. Carigradski.